# Каскелен
Каскеле́н (каз. Қаскелең / Qaskeleñ) — город, административный центр Карасайского района Алматинской области Казахстана. Расположен в предгорьях Заилийского Алатау, на одноимённой реке Каскелен, в 10 км от границы города Алматы.
Является центром пригородного овоще-молочного хозяйства. В городе работают овощеконсервный, молочный, кирпичный и другие заводы.

## История
В VII—IX веках на месте современного города возникло карлукское поселение. Однако в 1218 году оно было разрушено в ходе монгольского нашествия.
Почтовый пикет на Каскелене был построен ещё в 1857 году. В нём размещалось 40 служивых казаков. В 1859 году у пикета поселилось 143 семьи алтайских казаков, в 1861 году прибыло 12 крестьянских семей. С образованием нового населённого пункта — выселка семиреченских казаков Любовного (позднее станицы Любовинской, затем Любавинской) в ней был учреждён новый приход (в 1865 году). Небольшая церковь в станице была построена на личные средства супруги военного губернатора Семиречья Мелании Фоминичны Колпаковской.
Архиепископом Томским и Семипалатинским Виталием (Вертоградовым) настоятелем в новый Свято-Михайловский приход был назначен военный священник Павел Дубов.
В 1867 году станица вошла в состав новообразованного Верненского уезда. В 1902 году переименована в станицу Каскеленскую, в 1918 году — в село Троцкое (Троицкое), в 1929 году переименован в село Каскелен.
С 1958 по 1997 годы Каскелен был центром совхоза имени Ленина овощно-молочного направления.

## Административное деление
В состав города Каскелен входит 44 дачных массива; «Коммунальник»; «Береке»; «Звезда»; «Ягодка»; «Комета»; «Сауле»; «Луч»; «Ветеран-1»; «Ветеран-2»; «Достық»; «Апорт»; «Обл гос банк»; «Строитель»; «Серебристый»; «Серебристый поток»; «Лира»; «Энергетик»; «Юбилейный»; «Отдых»; «Арман»; «Энергетик»; «ЭнергоВКУ»; «Гулдер»; «Оазис»; «Зеленый мыс»; «Долансай»; «Долансай 2»; «Агат»; «Мираж»; «Гербера»; «Рассвет»; «Енбек-31»; «Мечта»; «Рассвет»; «Восход»; «Автомобилист-30»; «Восход-1»; «Таугуль»; и шесть дачных массива без названия.

## Население
| Численность населения | Численность населения | Численность населения | Численность населения | Численность населения | Численность населения | Численность населения | Численность населения |
| 1959                  | 1970                  | 1979                  | 1989                  | 1991                  | 1999                  | 2004                  | 2005                  |
| --------------------- | --------------------- | --------------------- | --------------------- | --------------------- | --------------------- | --------------------- | --------------------- |
| 13 897                | ↗23 851               | ↗26 850               | ↗30 870               | ↘29 100               | ↗37 221               | ↘35 115               | ↘34 636               |
| 2006                  | 2007                  | 2008                  | 2009                  | 2010                  | 2011                  | 2012                  | 2013                  |
| ↘34 271               | ↗34 290               | ↗34 482               | ↗58 418               | ↗59 277               | ↗59 673               | ↗61 371               | ↗62 921               |
| 2014                  | 2015                  | 2016                  | 2017                  | 2018                  | 2019                  | 2020                  | 2021                  |
| ↗64 375               | ↗65 389               | ↗66 422               | ↗66 919               | ↘66 351               | ↘64 529               | ↗66 127               | ↗71 204               |
| 2022                  | 2023                  |                       |                       |                       |                       |                       |                       |
|                       | 82 421                |                       |                       |                       |                       |                       |                       |

По данным переписи 2022 года, численность населения Каскелена составляет 87 023 человека. Казахи составляют основную часть населения (74,7 %), далее следуют русские (15,7 %), уйгуры (3,2 %), корейцы (2,7 %) и другие национальности.

## Религия
Большинство верующего населения исповедуют ислам, также имеются христианские общины.

### Ислам
В городе расположены действующие мечети.
- Мечеть «Кожекбай ата»[11]
- Мечеть «Ыкылас»[12]
- Мечеть «Ак Мешит»
- Мечеть «Лабақ Ата»
- Мечеть «Түркістан»
- Мечеть «Каскелен»
- Каскеленский городской мечеть
- Мечеть «Әзірет Омар»
- Мечеть “Нұр Мүслім»
- Мечеть «Іршат»

### Православие
В городе имеется несколько православных храмов.
- Михайло-Архангельский храм, ул. Карасай батыра, 30.
- Серафимо-Феогностовская Аксайская мужская пустынь[13]

### Образование
В Каскелене работают несколько высших учебных заведений, в том числе Каскеленский сельскохозяйственный колледж и Каскеленский медицинский колледж. Также в городах предусмотрены средние школы, детские сады и школы искусств.

## Транспорт
Каскелен связан с Алматы и другими населенными пунктами Алматинской области автомобильными дорогами. В городе действует автобусный транспорт.

## Экономика
Каскелен является промышленным и торговым центром Алматинской области. В городе работают предприятия машиностроения, пищевой, легкой и химической промышленности. Таким образом благодаря действующим предприятиям и близости к крупнейшему городу страны - Алматы, экономика Каскелена поступательно развивается.

## Памятники
- памятник Наурызбай батыру.
- памятник Карасай батыру.

## Достопримечательности
- историко-краеведческий музей
- Музей имени С. Сейфуллина
- Памятник Абаю Кунанбаеву
- Памятник героям Великой Отечественной войны
- Центральный парк
- Река Каскеленка